# Guillermo Yanícola
Guillermo Yanícola (Mar del Plata, 1 de septiembre de 1966-ibidem, 1 de septiembre de 2019) fue un dramaturgo, director de teatro, actor, músico y docente argentino. Figura destacada de la cultura marplatense y el teatro independiente, se destacó por ser autor, director, actor y realizador de numerosas obras del absurdo, entre ellas, “Personas”, “Floresta”, “UBÚ Un Beso Único”, “Los fines” y “Disparate", además de haber sido guitarrista de La banda de los ausentes.

## Comienzos
Músico, actor, docente, dramaturgo y director de teatro, empieza a vincularse al mundo teatral en el año 1989, cuando habiendo sido convocado para encargarse de la música de una obra se encuentra con que debe realizar un reemplazo en escena en la obra Bernarda de Totó Castiñeiras (2000)  
Yanícola se forma en talleres y seminarios de teatro de la mano de Blanca Caraccia, Renzo Casali y Totó Castiñeiras, su formación como clown se completa con las experiencias de aprendizaje junto a maestros como Cristina Moreira  y Gabriel Chamé Buendía. Guillermo Yanícola, el que años después aparecería como uno de los renovadores de la dramaturgia en la escena de Mar del Plata  aprende también acrobacia y técnicas circenses con el grupo australiano Stalkers. Luego de trabajar en diferentes creaciones colectivas y trabajos grupales durante la década de 1990, en 2003 escribe, dirige y monta "Floresta, reunión de cosas agradables y de buen gusto", en lo que es considerado por el autor como un “segundo inicio”.  

## Teatro
Guillermo Yanícola Incursionó en la escena teatral independiente de Mar del Plata con numerosas obras teatrales del absurdo de las cuales fue autor, director y actor; algunas de sus obras son: Los zapallos golondrinas (grupo de humor con Totó Castiñeiras y Cecilia Leonardi, 1993-1995) - Bernarda (de Totó Castiñeiras, música original, 2000) - Celestyna (de Totó Castiñeiras, música original, 2000-2002) - Boogie el aceitoso (de Eduardo Calvo, actor, 2002) - Acto sin palabras (actor) - Floresta, reunión de cosas agradables y de buen gusto (autor y director, 2003) Estrenada en El Carella - Disparate (autor y actor, 2004) - El trofeo (actuación y dirección, 2004) - Otra cosa la vida es (2004)  Sueño de una noche de verano (actuación y colaboración en la dramaturgia junto al grupo Teatrantes, 2006) - Los fines (autor y director, 2007) - Muñiz u otras estaciones. Siete payasos esperan el tren (dramaturgia y dirección, 2007) - Ubú, un beso único (dramaturgia y dirección, 2007) - Marco Polo y las dos princesas chinas (actuación y colaboración en la dramaturgia junto al grupo Teatrantes, 2008) - La cocina (dramaturgia y dirección, 2009) Delirio múltiple (dramaturgia y dirección, 2009) - ¿Por qué las casas se enfrían? (dirección, 2009) - Personas (dramaturgia y dirección, 2010) - Saldungaray 1938 (dramaturgia y dirección, 2010) - Una muñeca veneciana (actor, 2010) - Estrella de mar (dramaturgia, dirección y actuación en colaboración con Claudia Mosso, 2010) - Mataderos (dramaturgia y dirección, 2011) - Los que están sentados (dramaturgia y dirección, 2012) - Fausto y la sed (dramaturgia y dirección, 2012) - Playa (dirección, 2012) - Simón, la huella del tiempo (autor, 2013) - El último (dirección; dramaturgia junto con Olivia Diab, 2013) - Caminat (dramaturgia y dirección, 2014) - Espérame en el cielo (dirección, 2014) - Tres viejos bardos (actor, 2014) - Sherlock Holmes, el sabueso de los Baskerville (autor, 2014) - Marde Troya (dramaturgia y dirección, 2015) - Edificios Torre A y Edificios Torre B (dramaturgia y dirección, 2015) - Bien mal (dirección, 2015) - Mesa, no varieté clown (dramaturgia y dirección, 2015) - Noche y día (dirección de actores, 2015) Un Hamlet (versionista, 2015) - Tres viejos bardos (actuación, 2015) - La bella Dispersione (dramaturgia, dirección y actuación, 2016) - Il Periplo (dramaturgia y dirección, 2016)  - Casa Shakespeare (dirección general, 2017) - The Sastre al cuadrado (dramaturgia y dirección, 2017) - Bajo una luz marina (actor, 2017) - Piezas únicas (dramaturgia y dirección, 2018) - Los cinco grandes del malhumor (dramaturgia y dirección, 2018) - Festival Salvatti (dramaturgia y dirección, 2019) - Actores extranjeros (dramaturgia y dirección, 2019)

## Música
Además de dramaturgo, director y actor, fue músico guitarrista, creó La Banda de los Ausentes, para la que escribió, actuó y compuso los temas desde el año 2010.
"La banda de músicos que se encerró veintitrés años a buscar la quintaesencia de la canción; y no la encontró", El lado oscuro de los ausentes (2010 2019) 
Formó parte del dúo musical Alma Das Pampas, con Benjamín Gasé, entre 1995 y 1998, y retomado entre 2017 y 2019
participó de La Música y los buscadores de sí, de Mario Corradini (2019) XYZ Irrepetible, música instantánea. Martín Paigé, Nathalia Zapata, Guillermo Yanìcola en Espacio casa.
Musas esa voz que te inspira (dirección y actuación, 2016) con Nathalia Zapata y Marcela Tarifeño

### Fallecimiento
Yanícola falleció en Mar del Plata el día de su cumpleaños, el 1 de septiembre de 2019, después de años de sufrir una enfermedad. Sus restos fueron velados en la misma localidad. A partir de su fallecimiento, el Festival de Teatro Independiente marplatense empezó a llamarse "Guille Yanícola" y comenzó a realizarse en septiembre de cada año en su homenaje.

## Premios y festivales
Floresta  Estrella de mar mejor espectáculo marplatense (2005) // estrella de mar mejor director Guillermo Yanícola (2005) Premios Estrella de Mar 2003: Nominación Mejor Actriz Marplatense: Cecilia Leonardi. Obra seleccionada por Argentores 2006: para formar parte de la antología de la Pcia. De Bs. As. Ganador Encuentro Regional de Teatro de  La Comedia de la Pcia. 2005: Mejor Espectáculo Mención Actriz Protagónica Cecilia Leonardi
Disparate Premio Estrella de Mar 2004 Mejor Actor Marplatense / Nominación Estrella de Mar 2008 Claudia Mosso Mejor Actriz Marplatense / Ganador Regional 2004, Villa Gesell, Menciones: Mejor Actriz, Mejor Actor, Mejor Escenografía. / Ganador Provincial 2004, Trenque Lauquen, Mención: Mejor Actor. / Ganador Circuito Nacional por el Valle de Río Negro 2006 / Premio Estrella de Mar 2008 Mejor Actriz Marplatense / Nominación Estrella de mar 2008 Mejor Dirección 2012/ XX Fiesta Nacional del Teatro Rio Negro 2005 /  3er Encuentro de Teatro Marplatense en Buenos Aires.
Ubú rey, un beso único Estrella de mar 2009, Paola Belfiore Nominada Mejor Actriz Marplatense. Proyecto Ganador del Premio a la Producción Artística 2005 Subsecretaría de Cultura de la Municipalidad de Gral Pueyrredón. Ganador festival Zonal 2009, Tandil.
Saldungaray 1938  Congreso de FETIBO, Mercedes 2011 Mataderos Premio a la Producción artística 2009 VII Festival Iberoamericano de teatro: cumbre de las américas
Fausto y la sed Nominado Estrella de Mar (2013) mejor dirección Estrella de Mar (2013) Mejor espectáculo de teatro (2014) Nominacion estrella de mar mejor espectáculo y mejor dirección de Mar del Plata
Caminat // Espérame en el cielo (improviseishons in solitudine) Mesa (no-varieté clown)
La bella Dispersione Estrella de mar (2016) Teatro Alternativo:- Tres Viejos Bardos Nominado mejor espectáculo drámatico (2015) II Festival Shakespeare de Uruguay
premio Enrique  a la Trayectoria (2015) // premio Teatro del mundo a la Producción (2015)